# Olapa crocicollis
Olapa crocicollis är en fjärilsart som beskrevs av Herrich-Schäffer 1854. Olapa crocicollis ingår i släktet Olapa och familjen tofsspinnare. Inga underarter finns listade i Catalogue of Life.